# Terschelling (schip, 1988)
Boeienlegger Terschelling is een betonningsvaartuig van de  Nederlandse Kustwacht. De Terschelling en de twee zusterschepen Rotterdam en Frans Naerebout zijn gebouwd voor de volgende taken:
- het leggen en onderhouden van boeien
- blussen van branden voorzien van 2 waterkanonnen met een capaciteit 3000 liter/minuut.
- het slepen van schepen
- oliebestrijding
- begeleiden van schepen in het ijs. (gebouwd onder ijsklasse)